# Sandrina Bencomo
Andrea Sandrina Bencomo Gómez (Barquisimeto, 29 de octubre de 1989) es una modelo venezolana. Bencomo fue la ganadora del concurso Modelos 2003 transmitido en el año 2003 por Televen, lo cual le sirvió como plataforma para firmar, entre otras, con la prestigiosas Agencias de Modelos, Elite Model Management y Major Models en Nueva York, The Fashion Model Management, en Milán y Bookings International Model, en Venezuela. Ella ha trabajado, entre otros, para Valentino, Ann Sui, Ángel Sánchez y Tommy Hilfiger, además de ser la imagen de Terani Prom Dresses, también ha desfilado para el diseñador Daryl K en la Semana de la Moda de Nueva York en 2007. Como modelo ha aparecido en las portadas de las revistas Elle, Cosmopolitan, Elan y Tu (revista italiana).
Triunfó en el Certamen Regional "Señorita Centroccidental", lo que le daba el derecho de representar al estado Lara en el Miss Venezuela 2009; pero por razones personales y del modelaje suspendió su participación en el certamen nacional, hasta el año 2010.
Bencomo es sobrina de la actriz y cantante venezolana, Kiara (Sabrina Gómez).